# Sincondrosi
Una sincondrosi articulació que connecta dues superfícies òssies mitjançant un cartílag articular, és a dir, es tracta d'una articulació cartilaginosa, que pot convertir-se en os abans de l'edat adulta. Una articulació òssia es denomina així quan el mitjà de connexió és un cartílag hialí, Un exemple de sincondrosi és la primera articulació esternocostal (on la primera costella es connecta amb el manubri de l'estern). En aquest exemple, la costella s'articula amb el manubri mitjançant el cartílag costal. (La resta de les articulacions esternocostals són sinovials articulacions planes).)
De vegades, es tracta d'una forma temporal d'articulació anomenada placa de creixement de l'epifisi, on el cartílag es converteix en os abans de la vida adulta.
Aquestes articulacions es troben entre les epífisi i les diàfisi d'ossos llargs, entre l'occipital i l' esfenoide i durant alguns anys després del naixement, entre la part petrosa del temporal i el procés jugular de l'occipital.